# Trachypithecus cristatus
O lutung-prateado (Trachypithecus cristatus), também conhecido como macaco-folha-prateado ou langur-prateado é uma das 17 espécies de Trachypithecus.